# 王化民
王化民（1945年—）香港人，籍貫河南，香港政治人物，香港公民黨成員，保钓运动人士。

## 生平
王化民在香港經營車房生意，1978年在麗的電視劇集《鱷魚淚》，曾客串演出車房員工一角，而取景之車房正是他所經營。
在2008年至2015年出任荃灣區議會出任屬下交通及運輸委員會增選委員。
他是香港公民黨成员，現擔任公民黨新界西支部副主席。王化民與台灣方面關係密切，本身是國軍後代亦是國民黨港澳總支部成員，並積極參與香港社會團體如聯青社、勵德會、新界總商會、香港社團聯合總會、榮光聯誼會、荃灣北僑同鄉會等。
他從2000年代初便開始参加保釣活動，經常和其他保釣人士赴內地及台灣聯絡保釣事宜。自加入保釣活動以來，王化民多次隨保釣船出海，但每次均因警方阻攔等原因而未能成行。2012年，他乘坐啟豐二號首次成功出海，並首次成功登上釣魚臺。他當時帶著中華民國國旗登陸釣魚島。他和其他登島人員随即被日本方面扣押，並被强制遣返。
2012年12月與其他7位有份參與保釣行動的成員被香港亞洲週刊選為2012年度風雲人物。
2013年獲選中國國民黨十九次全國黨代表(海外)。